# Мірко Сальві
Мірко Сальві (італ. Mirko Salvi, нар. 14 лютого 1994, Івердон-ле-Бен) — швейцарський футболіст, воротар клубу «Базель» та молодіжної збірної Швейцарії.

## Клубна кар'єра
Народився 14 лютого 1994 року в місті Івердон-ле-Бен. Вихованець юнацьких команд футбольних клубів «Івердон Спорт» та «Базель». З 2011 року виступав за команду «Базель» U-21, в якій провів три сезони, взявши участь у 64 матчах чемпіонату, післячого був відданий в оренду для отримання ігрової практики у друголіговий клуб «Б'єн» на сезон 2014/15.
Він дебютував за першу команду «Базеля» 10 грудня 2015 року в переможному матчі Ліги Європи проти |«Леха» з Познані (1:0), замінивши Джермано Вайлаті, який отримав травму в першому таймі. Через три дні він також зіграв у чвертьфіналі Кубка Швейцарії. У січні його віддали в оренду «Лугано» на два сезони, де Сальві дебютував у Суперлізі 12 березня 2016 року в матчі проти «Люцерна» (1:2). Він повернувся до «Базеля» у сезоні 2017/18, де був другим воротарем першої команди після Томаша Вацлика, тому зіграв лише 4 гри у кубка.
24 травня 2018 року у статусі вільного агента Сальві підписав контакт з «Грассгоппером». Однак, лише через кілька днів Сальві був відданий в оренду до «Люцерн» на сезон 2018/19 років. Наприкінці сезону клуб не використав право на викуп гравця і Сальві повернувся до «Грассгоппера», який тим часом вилетів до другого дивізіону. Там Сальві грав два роки, у першому з яких був основним воротарем, але на сезон 2020/21 втратив місце в основі, не зігравши жодної гри, але став з командою чемпіоном другого дивізіону та виборов підвищення до Суперліги. Але контракт Сальві закінчився, і він покинув клуб.
15 червня 2021 року Сальві повернувся до свого рідного клубу «Івердон Спорт», підписавши річний контракт. Вони погано розпочали сезон 2021/22 у Челендж-ліги, програвши чотири з перших п'яти ігор, пропустивши 14 голів. Але потім команда взяла себе в руки і Сальві п'ять разів не пропустив жодного голу в наступних 11 іграх, і команда піднялася в турнірній таблиці. Однак, згодом Мірко отримав серйозну травму ноги під час тренування, тому пропустив всю другу половину сезону, і контракт з воротарем не був продовжений.
Влітку 2022 року Сальві повернувся до «Базеля», де став дублером Марвіна Гітца. На цій посаді він періодично виступав у чемпіонаті та виграв 2025 році чемпіонат та Кубок Швейцарії. Станом на 22 жовтня 2024 року відіграв за команду з Базеля 12 матчів в національному чемпіонаті.

## Виступи за збірні
Сальві виступав у складі усіх юнацьких збірних Швейцарії від 15 до 20 років, загалом на юнацькому рівні взяв участь у 7 іграх.
2015 року залучався до складу молодіжної збірної Швейцарії. На молодіжному рівні зіграв у 2 офіційних матчах, пропустив 1 гол.

## Статистика виступів

### Статистика клубних виступів
Станом на 22 жовтня 2024
| Сезон                   | Команда                 | Чемпіонат               | Чемпіонат | Чемпіонат | Національний кубок | Національний кубок | Національний кубок | Континентальні кубки | Континентальні кубки | Континентальні кубки | Інші змагання | Інші змагання | Інші змагання | Усього | Усього |
| Сезон                   | Команда                 | Ліга                    | Ігор      | Голів     | Ліга               | Ігор               | Голів              | Ліга                 | Ігор                 | Голів                | Ліга          | Ігор          | Голів         | Ігор   | Голів  |
| ----------------------- | ----------------------- | ----------------------- | --------- | --------- | ------------------ | ------------------ | ------------------ | -------------------- | -------------------- | -------------------- | ------------- | ------------- | ------------- | ------ | ------ |
| 2014–15                 | «Б'єн»                  | ЧЛ                      | 35        | -50       | КШ                 | 0                  | 0                  | -                    | -                    | -                    | -             | -             | -             | 35     | -50    |
| Усього за «Б'єн»        | Усього за «Б'єн»        | Усього за «Б'єн»        | 35        | -50       |                    | 0                  | 0                  |                      | -                    | -                    |               |               |               | 35     | -50    |
| 2015–16                 | «Базель»                | СЛ                      | 0         | 0         | КШ                 | 1                  | -2                 | ЛЄ                   | 1                    | 0                    | -             | -             | -             | 2      | -2     |
| січ.–лип.2016           | «Лугано»                | СЛ                      | 11        | -21       | КШ                 | 1                  | -1                 | -                    | -                    | -                    | -             | -             | -             | 12     | -22    |
| 2016–17                 | «Лугано»                | СЛ                      | 33        | -55       | КШ                 | 0                  | 0                  | -                    | -                    | -                    | -             | -             | -             | 33     | -55    |
| Усього за «Лугано»      | Усього за «Лугано»      | Усього за «Лугано»      | 44        | -76       |                    | 1                  | -1                 |                      | -                    | -                    |               | -             | -             | 45     | -77    |
| 2017–18                 | «Базель»                | СЛ                      | 0         | 0         | КШ                 | 4                  | -2                 | ЛЧ                   | 0                    | 0                    | -             | -             | -             | 4      | -2     |
| 2018–19                 | «Люцерн»                | СЛ                      | 10        | –         | КШ                 | 0                  | 0                  | ЛЄ                   | 2                    | -7                   | -             | -             | -             | 12     | 26     |
| 2019–20                 | «Грассгоппер»           | ЧЛ                      | 36        | -52       | КШ                 | 3                  | -2                 | -                    | -                    | -                    | -             | -             | -             | 39     | -54    |
| 2020–21                 | «Грассгоппер»           | ЧЛ                      | 0         | 0         | КШ                 | 0                  | 0                  | -                    | -                    | -                    | -             | -             | -             | 0      | 0      |
| Усього за «Грассгоппер» | Усього за «Грассгоппер» | Усього за «Грассгоппер» | 36        | -52       |                    | 3                  | -2                 |                      | -                    | -                    |               |               |               | 39     | -54    |
| 2021–22                 | «Івердон Спорт»         | ЧЛ                      | 17        | -23       | КШ                 | 3                  | -2                 | -                    | -                    | -                    | -             | -             | -             | 20     | -25    |
| 2022–23                 | «Базель»                | СЛ                      | 6         | -9        | КШ                 | 3                  | -4                 | ЛК                   | 2                    | -4                   | -             | -             | -             | 11     | -17    |
| 2023–24                 | «Базель»                | СЛ                      | 6         | -10       | КШ                 | 2                  | -1                 | ЛК                   | 2                    | -4                   | -             | -             | -             | 10     | -15    |
| 2024–25                 | «Базель»                | СЛ                      | 0         | 0         | КШ                 | 1                  | 0                  | -                    | -                    | -                    | -             | -             | -             | 1      | 0      |
| Усього за «Базель»      | Усього за «Базель»      | Усього за «Базель»      | 12        | –         |                    | 11                 | -9                 |                      | 5                    | -8                   |               |               |               | 28     | -36    |
| Усього за кар'єру       | Усього за кар'єру       | Усього за кар'єру       | 154       | -239      |                    | 18                 | -14                |                      | 6                    | -15                  |               | -             | -             | 179    | -268   |

## Титули і досягнення
- Чемпіон Швейцарії (1):

«Базель»: 2024/25
- Володар Кубка Швейцарії (1):

«Базель»: 2024/25